# إسابيكا لابي
إسابيكا لابي (بالفنلندية: Esapekka Lappi) مواليد 17 يناير 1991، هو سائق راليات فنلندي. بدأ مسيرته في سنة 2011. كان أول رالي له هو رالي فنلندا 2011. تنافس في بطولة العالم للراليات.

## روابط خارجية
- إسابيكا لابي على موقع IMDb (الإنجليزية)
- إسابيكا لابي على موقع Rallye-info.com (الإنجليزية)
- إسابيكا لابي على موقع eWRC-results.com (الإنجليزية)